# Hubert Ermisch (Archivar)

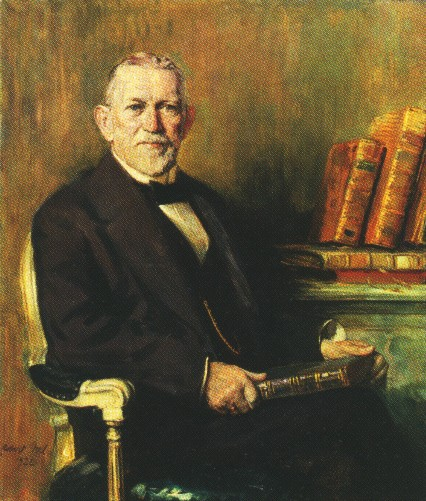
Robert Sterl: Hubert Maximilian Ermisch (1922)

Hubert Maximilian Ermisch (* 23. Juni 1850 in Torgau; † 6. April 1932 in Dresden) war ein deutscher Archivar und Historiker.

## Leben und Wirken

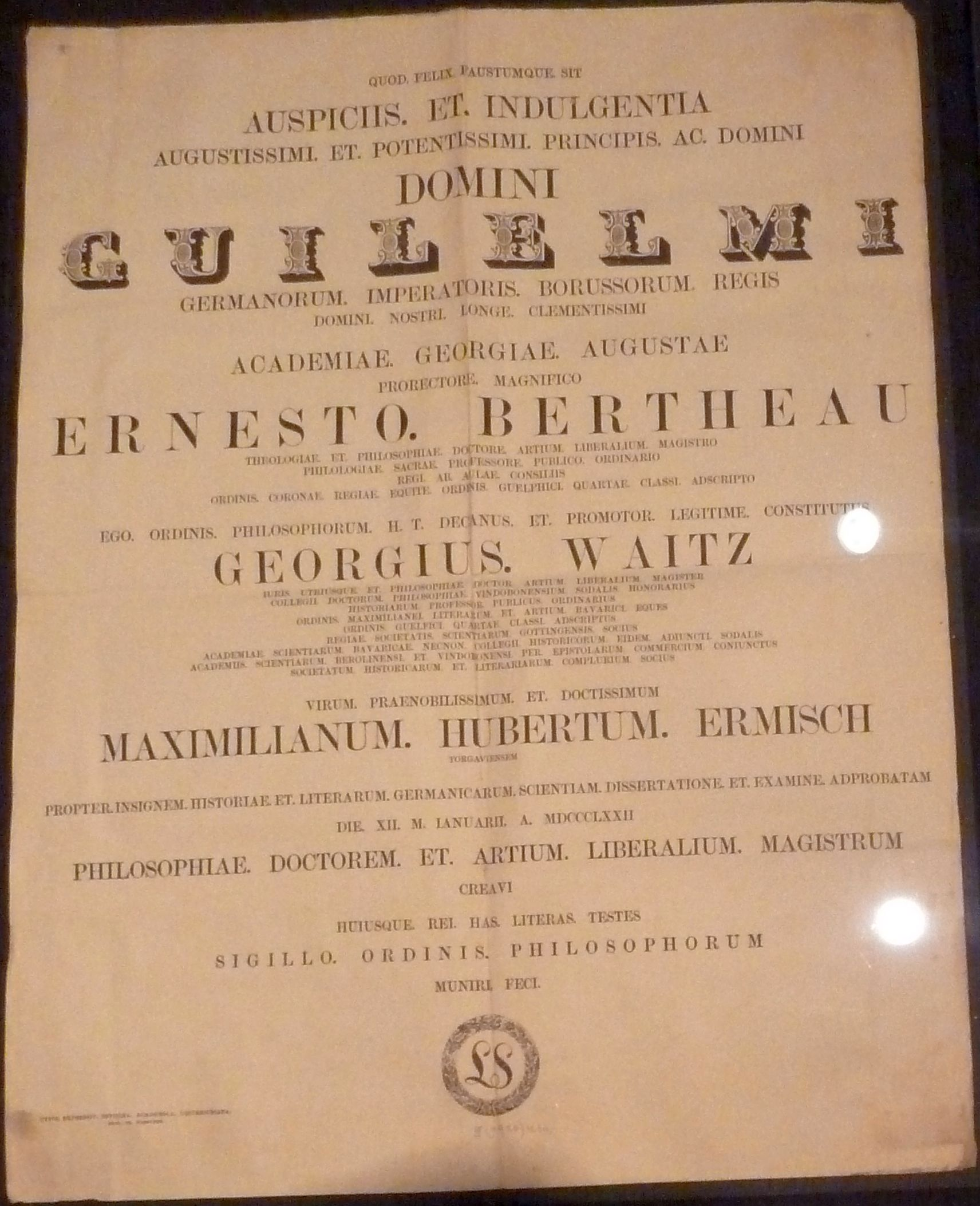
Promotionsurkunde Ermischs

Der Sohn des Proviantleiters der preußischen Armee, Leberecht Traugott Ermisch (1812–1880), besuchte von 1859 bis 1868 die Gymnasien in Kolberg, Bromberg und Frankfurt (Oder), bevor er bis 1871 Geschichte an den Universitäten Heidelberg und Göttingen studierte, unterbrochen vom Kriegsdienst im Deutsch-Französischen Krieg 1870/71. In Göttingen wurde er im November 1871 zum Dr. phil. promoviert.
Von 1872 bis 1874 war Ermisch als Erzieher von Otto Heinrich zu Schaumburg-Lippe und Adolf zu Schaumburg-Lippe, der beiden Prinzen des Hauses Schaumburg-Lippe, tätig.
Ermisch arbeitete von 1875 bis 1907 am Hauptstaatsarchiv Dresden und anschließend als Direktor der Sächsischen Landesbibliothek in Dresden. Er erlangte als Verfasser von Schriften zur sächsischen Diplomatik und Landesgeschichte und als langjähriger Herausgeber des Neuen Archivs für sächsische Geschichte (1881–1925) bleibende Bedeutung. Im Ersten Weltkrieg organisierte er die Versorgung der sächsischen Truppen mit Literatur.
Er war verheiratet mit Charlotte Langerfeldt. Beide wurden – wie auch ihr zweiter Sohn, der Architekt und Leiter der Zwingerbauhütte Hubert Georg Ermisch – auf dem Johannisfriedhof in Dresden bestattet.

## Veröffentlichungen (Auswahl)
- Bearbeitung des Codex diplomaticus Saxoniae regiae
- Das sächsische Bergrecht des Mittelalters. Giesecke & Devrient, Leipzig 1887 (Digitalisat).
- Roepell-Caro's polnische Geschichte. In: Blätter für literarische Unterhaltung (Friedrich Bienemann, Hrsg.), Nr. 24 vom 13. Juni, Leipzig 1889, S. 379–380 (Volltext in der Google-Buchsuche).
- (Hrsg.): Das Freiberger Stadtrecht. Giesecke & Devrient, Leipzig 1889.
- Der Königlich Sächsische Altertumsverein. Wilhelm Baensch, Verlagshandlung, Dresden 1900, urn:nbn:de:bsz:14-db-id19023628025.
- Die Wettiner und die Landesgeschichte. B.G. Teubner, Leipzig 1900, urn:nbn:de:bsz:14-db-id19023609828.